# Juergen Schulz (Moderator)
Juergen Schulz (* 2. August 1943 in Königsberg/Ostpreußen; † 20. Juni 2020 in Leipzig) war ein deutscher Hörfunk- und Fernsehmoderator, Autor und Journalist. Schulz war insbesondere dem MDR verbunden.

## Leben
Juergen Schulz wuchs mit drei jüngeren Brüdern an der Ostsee auf, die Familie stammte aus der Provinz Ostpreußen und kam bei Kriegsende in die sowjetische Besatzungszone nach Warnow. Nach einer Maschinenschlosser-Lehre mit Abitur auf der Neptun-Werft in Rostock, der NVA-Wehrpflicht in Halberstadt, begann er zu DDR-Zeiten seine Laufbahn zunächst beim Sender Rostock mit einer Ausbildung zum Rundfunksprecher und danach ab 1966 im Regionalstudio in Neubrandenburg, wo er von 1969 bis zu ihrem Tod 1973 zum engsten Freundeskreis der Schriftstellerin Brigitte Reimann  gehörte, ehe er 1974 zum Sender Leipzig von Radio DDR II ins Funkhaus Springerstraße wechselte.
Vor der Wende beteiligte sich Schulz Mitte der 1970er-Jahre an den ersten Unterhaltungsformaten des Studios Halle für das DDR-Fernsehen und kreierte später in Berlin-Adlershof mit Eine runde halbe Stunde eine der ersten ostdeutschen Talksendungen. Schulz arbeitete in den 1980er-Jahren mit den Moderatorinnen Carmen Nebel und Uta Bresan zusammen. Mit Carmen Nebel moderierte er im DDR-Fernsehen die Show Bitte recht freundlich – Schlagererfolge ’85. Seit der Neugründung der Rundfunkanstalt MDR 1992 war Juergen Schulz u. a. als Radiomoderator bei MDR Kultur (MDR KULTUR-Café, 1994–2004) sowie als Redakteur, Sprecher und Autor der MDR-Fernsehshow Musik für Sie tätig. 2009 war er Gastgeber der MDR-Show Ein Abend für Leni Statz. Im Januar 2010 präsentierte er im MDR-Fernsehen Da lag Musike drin – eine Samstagabendshow zum 80. Geburtstag von Kammersänger Reiner Süß.
Für MDR Kultur war er von 2000 bis 2010 als Autor und Präsentator der Kultsendung Sonntagsraten tätig, produzierte Lesungen und wirkte in Hörspielen mit.
Juergen Schulz lebte lange Jahre in Leipzig-Wiederitzsch und starb dort im Alter von 76 Jahren. Nach einer am 10. Juli 2020 in der Kapelle des Friedhof Wiederitzsch stattgefundenen Trauerfeier wurde er auf dem Neuen Friedhof der Hansestadt Rostock beigesetzt.

## Fernsehproduktionen (Auswahl)
- 1976–1983: Kompliment, 60-Minuten-Sendung für verdienstvolle Bürger, Krankenschwestern, Feuerwehrleute, Hebammen, Fernsehen der DDR, Studio Halle
- 1980–1985: Moment bitte, Unterhaltungsformat mit Schlagerstars und Popgruppen, das in Werkhallen von Großbetrieben und auch einem NVA-Dienstobjekt aufgezeichnet wurde, Fernsehen der DDR, Studio Halle, insgesamt 18 Folgen
- 1976–1991: Alles singt, Musiksendung mit verschiedenen Chören mit Hans-Georg Ponesky und Juergen Schulz als Buchautor und Co-Moderator, Fernsehen der DDR, 60 Folgen
- 1980–1985: Auf eine runde halbe Stunde, erstes Talk-Format des DDR-Fernsehens, mit Gästen wie z. B.: Kammersänger Theo Adam, Gruppe City, Tamara Danz, Frank Schöbel, Thomaskantor Professor Hans-Joachim Rotzsch, Gisela May, Fips Fleischer, Marianne Wünscher, sowie in den letzten Sendungen Costa Cordalis, Dagmar Berghoff, Lea Rosh, Gunther Emmerlich, Eberhard Cohrs, Fernsehen der DDR, II. Programm, insgesamt 120 Folgen
- 1992–1996: Stop & Go, Live-Spielshow mit Prominenten, MDR-Fernsehen, 27 Folgen
- 1995–2016: Musik für Sie, Drehbücher für die 90-minütige Unterhaltungssendung mit Moderatorin Carmen Nebel, seit 2004 mit Sängerin Uta Bresan, MDR-Fernsehen, ca. 50 Folgen
- 1998–2000: Guten Abend, Talksendung mit Gästen wie z. B.: Heinz Schenk, Ingeborg Krabbe, Marianne Kiefer, Tierfilmer Heinz Sielmann, Heinz Rennhack, Peter Kraus, Gotthilf Fischer, Mary, Hanne Haller, Kurt Felix, Heinz Quermann oder Heino, MDR-Fernsehen, 18 Folgen

## Hörfunk
- Inés Burdow: Die Unvollendete – Die Schriftstellerin Brigitte Reimann, Hörfunk-Feature mit Irmgard Weinhofen, Juergen Schulz, Valery Tscheplanowa, Inés Burdow u. v. a. Regie: Nikolai von Koslowski, MDR KULTUR 2013